# Chetogena obliquata
Chetogena obliquata är en tvåvingeart som först beskrevs av Fallen 1810.  Chetogena obliquata ingår i släktet Chetogena och familjen parasitflugor. Arten är reproducerande i Sverige. Inga underarter finns listade i Catalogue of Life.